# Heinrich Teltschik
Heinrich Teltschik (13. září 1801 Suchdol nad Odrou – 8. listopadu 1878 Suchdol nad Odrou), byl moravský a rakouský politik německé národnosti, během revolučního roku 1848 poslanec rakouského Říšského sněmu.

## Biografie
Narodil se v Suchdole nad Odrou, v rodině dědičného rychtáře (Erbrichter) Antona Teltshika a jeho manželky Anny. Byl posledním dědičným rychtářem v rodném Suchdole (funkce zrušena roku 1849). Vychodil místní obecnou školu a gymnázium v Opavě. Byl spolužákem Františka Palackého, přátelil se s Hansem Kudlichem.
Během revolučního roku 1848 se zapojil do politického dění. V celostátních volbách roku 1848 byl zvolen na rakouský ústavodárný Říšský sněm. Zastupoval volební obvod Fulnek. Uvádí se jako rolník a dědičný rychtář. Patřil ke sněmovní pravici. Na sněmu zasedal i jeho bratr Franz Teltschik (1803–1869).
Heinrich zemřel roku 1878. Pohřeb se konal za velké účasti veřejnosti na katolickém hřbitově v Suchdole poblíž takzvané rychtářské lípy.